# Liberation Tower
Der Liberation Tower, auch Tahreer Tower genannt (arabisch برج التحرير Burdsch at-Tahrir, DMG Burǧ at-Taḥrīr), ist ein 372 Meter hoher Fernsehturm in Kuwait. Der Turm wurde 1995 bis 1996 gebaut und die Eröffnung fand am 10. März 1996 statt. 
Der Liberation Tower besitzt eine Aussichtsplattform, von der man einen schönen Blick auf die Stadt hat. Normalerweise dient er als Sendeturm. Er war das höchste Bauwerk Kuwaits, bis er im Juli 2010 vom Al Hamra Tower, einem 77-stöckigen Wolkenkratzer übertroffen wurde (413 Meter). Seitdem ist er nur noch das zweithöchste Bauwerk des Landes. Er gehört zu den höchsten Fernsehtürmen der Welt.